# AIDAnova
L’AIDAnova est un navire de croisière construit en 2017 par les chantiers Meyer Werft de Papenbourg pour la compagnie allemande Aida Cruises. Mis en service en décembre 2018, il est le premier paquebot de croisière propulsé par des moteurs fonctionnant au gaz naturel liquéfié (GNL) mais également, au moment de sa mise en service, le plus gros construit en Allemagne. Il est actuellement le 6ème plus gros paquebot au monde, devant le MSC Grandiosa.

## Caractéristiques
L’AIDAnova est long de 337 mètres, large de 42 mètres et mesure 69 mètres de haut. Son tonnage brut est d’environ 183 858 tjb.

### Ponts
L’AIDAnova compte en tout 20 ponts sachant que les ponts inférieurs sont réservés à l'équipage.

### Caractéristiques techniques
Trois réservoirs dans le ventre du bateau contiennent environ 3.500 mètres cubes de gaz liquide, cette réserve suffit pour environ deux semaines de croisière. Le gaz est refroidi à moins 162 degrés, ce qui permet de le liquéfier. La puissance totale des machines développe 61.8 MW (mégawatt). La puissance de propulsion correspondante est de 37 MW. La vitesse maximale est de 17 nœuds.

### Dispositifs de sécurité
L'AIDAnova dispose de 8 bateaux de sauvetage en "dur" montés de chaque côté du navire et d'un nombre suffisant de canots et autres bateaux gonflables pour l'ensemble des passagers et de l'équipage. Le nombre total de canots et de radeaux de sauvetage sur un navire de croisière est réglementé au niveau international. La capacité des moyens de sauvetage doit être de 125% par rapport au nombre maximal de personnes présentes à bord.  

### Installations destinées aux passagers
A bord du navire on trouve 17 restaurants différents et 18 bars et clubs. 2.500 cabines peuvent accueillir jusqu’à 6.000 passagers. Toutes les cabines sont équipées avec: douche/WC, sèche-cheveux, serviettes, téléphone, coffre et télé par satellite. Il existe 19 catégories de cabines (ex: cabine double, individuelle ou familiale, suites junior, premium ou penthouse). De nombreux autres équipements sont destinées aux passagers: notamment un grand SPA, 6 piscines et diverses boutiques sur une surface de 1000 m² etc. 